# Weltjugendtag

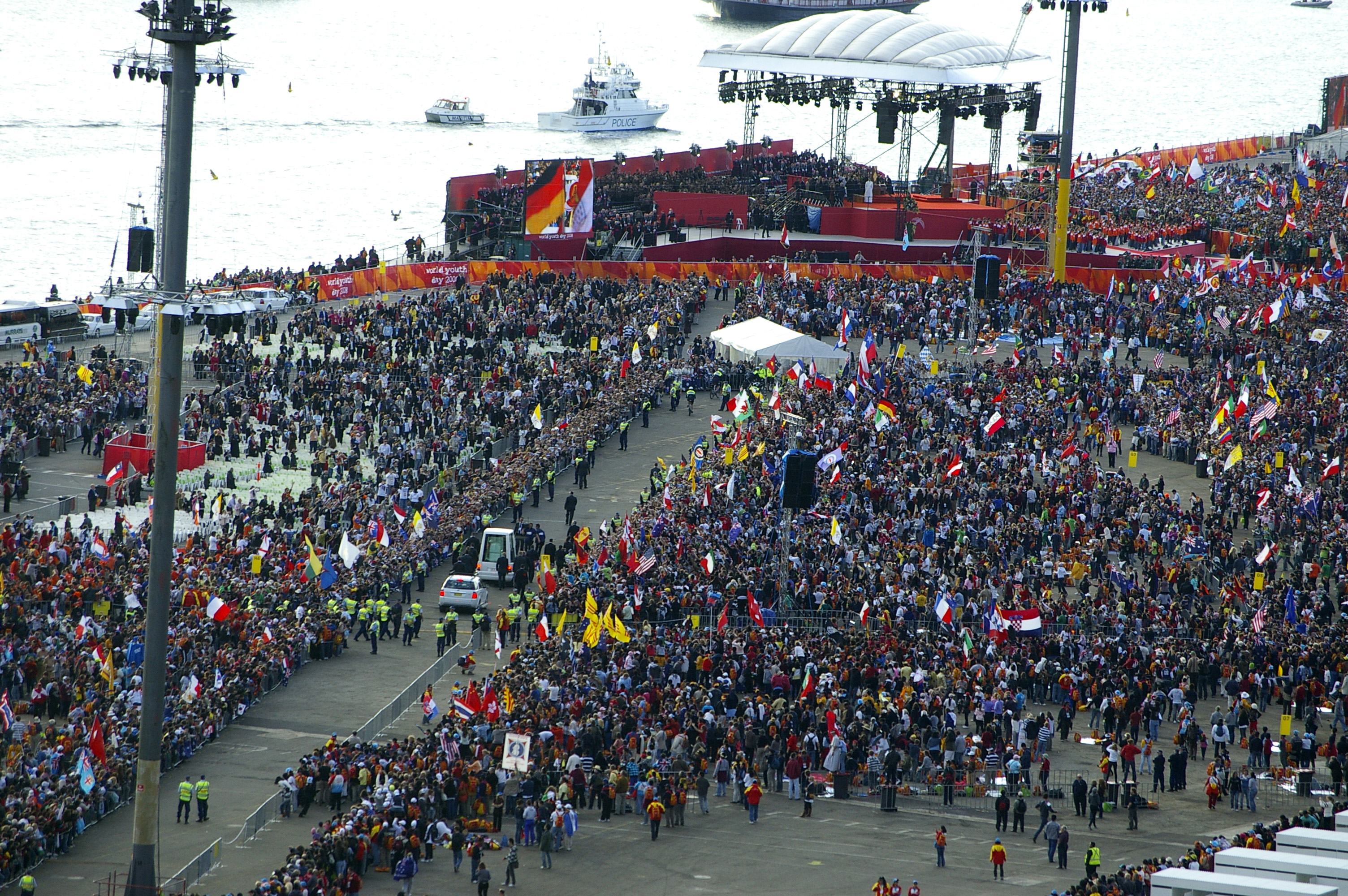
Weltjugendtag in Sydney, 2008

Der Weltjugendtag (Abkürzung WJT oder auch WYD für englisch World youth day) ist eine Veranstaltung der römisch-katholischen Kirche. Das Treffen für alle Jugendlichen und jungen Erwachsenen zwischen 14 und 30 Jahren aus aller Welt wird vom Päpstlichen Rat für die Laien (Teil der Kurie) und dem Gastgeberland organisiert. Ihren Ursprung haben die Treffen in einer Initiative von Papst Johannes Paul II., der 1984 zum „Internationalen Jubiläum der Jugend“ nach Rom einlud.

## Geschichte
Im Auftrag von Papst Johannes Paul II. erarbeitete Paul Josef Cordes, Vizepräsident des Päpstlichen Rats für die Laien das Konzept für ein internationales Jugendtreffen, das 1983/84 zum außerordentlichen Heiligen Jahr in Rom stattfand. Die zunächst als einmaliges Ereignis geplante Veranstaltung entfachte so große Begeisterung, dass Papst Johannes Paul II. das „Jahr der Jugend“ der Vereinten Nationen 1985 zum Anlass nahm, den Weltjugendtag zur festen Einrichtung zu erklären. Seither findet dieser jedes Jahr statt: alle 2 bis 3 Jahre als internationaler Weltjugendtag, in den Jahren dazwischen als regionale Weltjugendtage in den einzelnen Diözesen. Als einer der Mitbegründer gilt der damalige Präsident des Päpstlichen Rates für die Laien, Kardinal Paul Josef Cordes, der die Treffen am Palmsonntag 1984 und 1985 vorbereitete. Im Heiligen Jahr 1975 fand bereits einmal am Palmsonntag ein Jugendtreffen mit Papst Paul VI. statt, das aber von weniger als 20.000 Teilnehmern mitgefeiert wurde.
Der Papst veröffentlicht vor jedem Weltjugendtag eine Botschaft an die Jugendlichen, in der er unter anderem das Motto auslegt. So war das Motto des Weltjugendtages 2005 in Köln beispielsweise „Venimus adorare eum (Mt 2,2 )“ (Wir sind gekommen, um IHN anzubeten). Vor jedem „großen“ Weltjugendtag reist das Weltjugendtagskreuz durch die Nachbarländer und das Land, wo das Jugendtreffen stattfindet. Seit 2003 begleitet auf Wunsch von Papst Johannes Paul II. die Marienikone mit dem Motiv „Salus Populi Romani“ aus der Basilika Santa Maria Maggiore in Rom das Kreuz.

## Ablauf und Inhalt

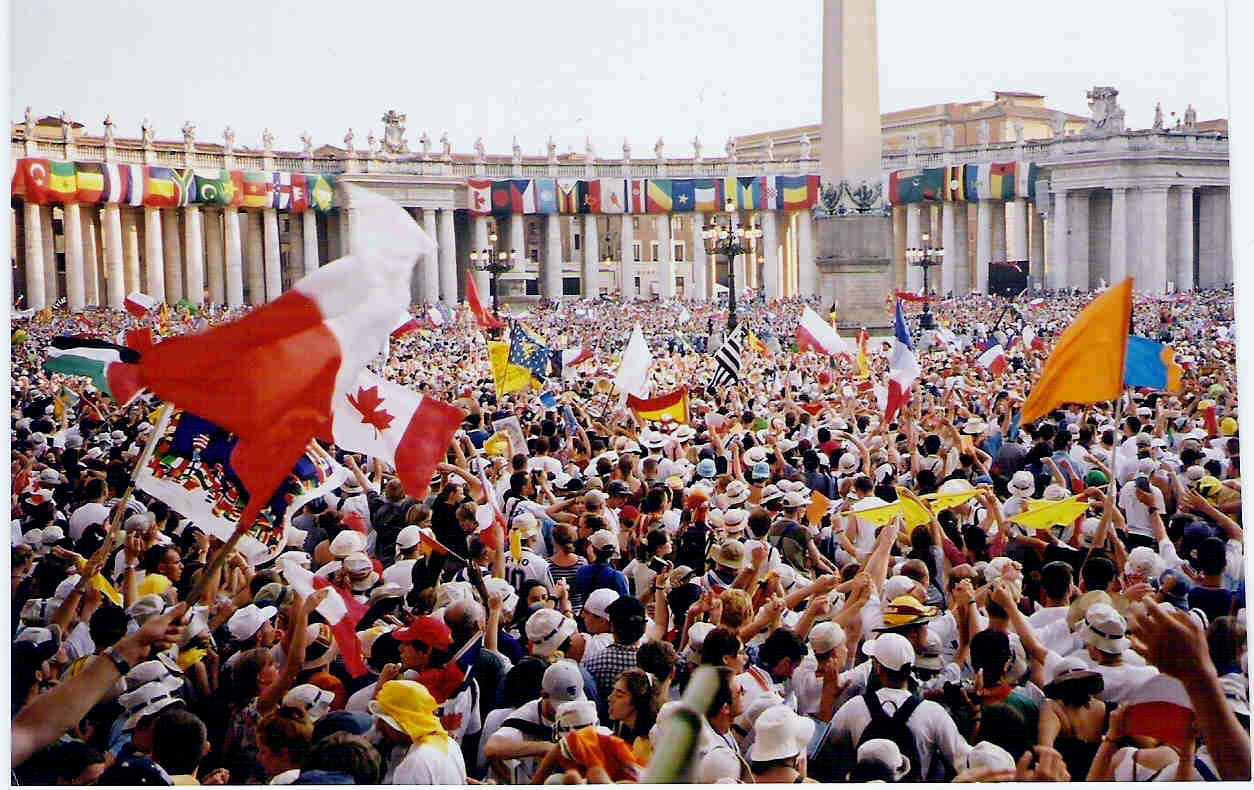
Messe auf dem Petersplatz während des XV. Weltjugendtages

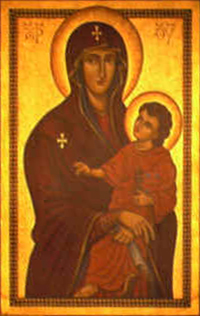
Marienikone des Weltjugendtages

Jedem internationalen Weltjugendtag gehen Tage der Begegnung voraus. Diese Tage finden im ganzen Austragungsland statt und bieten den anreisenden Jugendlichen Einblick in das Alltagsleben und die Kultur des Gastgeberlandes.
Nach den Tagen der Begegnung reisen alle Pilger in die Stadt, in der der eigentliche Weltjugendtag stattfindet. Die einwöchige Veranstaltung beginnt montags mit einem oder mehreren Eröffnungsgottesdiensten. An den darauffolgenden Tagen werden Katechesen, Gottesdienste, Konzerte, Diskussionsrunden, Workshops, Musicals und viele andere religiöse und kulturelle Veranstaltungen angeboten. Diese sollen den Fragen und Anliegen der Jugend entsprechen und sind inhaltlich auf das Motto des Weltjugendtages ausgerichtet.
Das nächste zentrale Ereignis ist die Begrüßung des Papstes am Donnerstag. Am Freitag folgt ein Kreuzweg unter Leitung des Papstes durch die Stadt. Zum Abendgebet am Samstagabend zur nächtlichen Gebetswache, genannt Vigil, und zur Abschlussmesse am Sonntag treffen sich die Teilnehmer an einem zentralen Platz, auf dem sie auch übernachten. Zelebriert wird der Abschlussgottesdienst vom Papst, der dabei auch den Ort des nächsten internationalen Weltjugendtages verkündet.

## Internationale Weltjugendtage

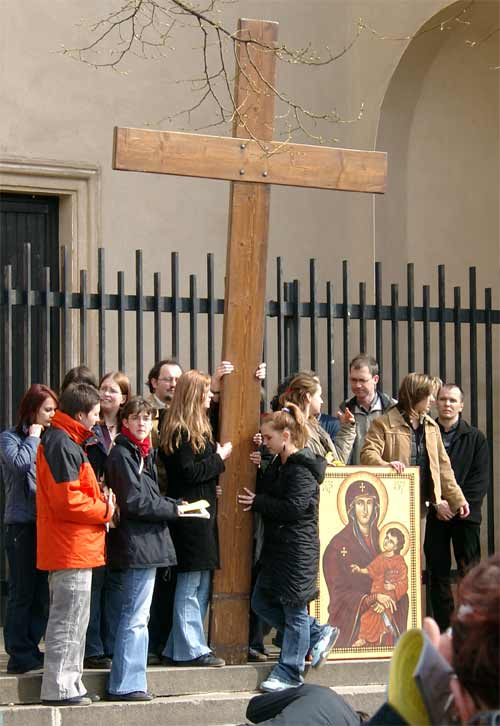
Das Weltjugendtagskreuz und die Marienikone

Bisher gab es fünfzehn internationale Weltjugendtage. Der erste fand 1986 in Rom statt. Er wird als erster internationaler Weltjugendtag bezeichnet, da die Weltjugendtagstreffen der Jahre 1984 und 1985 im Rahmen anderer Großveranstaltungen (zum „Heiligen Jahr der Erlösung“ bzw. zum „Jahr der Jugend“ der UN) stattfanden.
Die offizielle Zählung schließt die diözesanen Weltjugendtage (die in Rom jeweils am Palmsonntag stattfinden) ein, zählt also die fortlaufenden Jahre seit 1986, weswegen in der folgenden Tabelle Nummern fehlen. Die Jugendtage von 1984 und 2000 fanden in Heiligen Jahren in Rom statt. Mit den zwei Vorläufern und den zwei offiziellen Weltjugendtagen von 1986 und 2000 fanden bisher die meisten Weltjugendtage in Rom statt. Der Abschlussgottesdienst des Weltjugendtages 1995 in Manila gilt mit über 4 Millionen Teilnehmern als eine der größten Versammlungen der Menschheitsgeschichte.
| Name | Ort                    | Land                | Datum               | Teilnehmer     |
| --- | ---------------------- | ------------------- | ------------------- | -------------- |
| Rom 1984 1 | Rom                    | Italien und Vatikan | 15. April 1984 P    | 0,35 Mio.      |
| Öffnet dem Erlöser die Türen |                        |                     |                     |                |
| Rom 1985 2 | Rom                    | Italien und Vatikan | 31. März 1985 P     | 0,25–0,35 Mio. |
| Christus ist unser Friede |                        |                     |                     |                |
| I. Weltjugendtag | Rom                    | Italien und Vatikan | 23. März 1986 P     |                |
| Seid stets bereit, jedem Rede und Antwort zu stehen, der nach der Hoffnung fragt, die euch erfüllt. (1 Petr 3,15 )               |                        |                     |                     |                |
| II. Weltjugendtag | Buenos Aires           | Argentinien         | 11./12. April 1987  | 0,9–1,0 Mio.   |
| Wir haben die Liebe, die Gott zu uns hat, erkannt und gläubig angenommen. (1 Joh 4,16 )                                          |                        |                     |                     |                |
| IV. Weltjugendtag | Santiago de Compostela | Spanien             | 15.–20. August 1989 | 0,4–0,6 Mio.   |
| Ich bin der Weg, die Wahrheit und das Leben. (Joh 14,6 )                                                                         |                        |                     |                     |                |
| VI. Weltjugendtag | Częstochowa            | Polen               | 10.–15. August 1991 | 1,5–1,8 Mio.   |
| Ihr habt den Geist empfangen, der euch zu Kindern Gottes macht. (Röm 8,15 )                                                      |                        |                     |                     |                |
| VIII. Weltjugendtag | Denver                 | Vereinigte Staaten  | 10.–15. August 1993 | 0,5–1,0 Mio.   |
| Ich bin gekommen, damit sie das Leben haben und es in Fülle haben. (Joh 10,10 )                                                  |                        |                     |                     |                |
| X. Weltjugendtag | Manila                 | Philippinen         | 10.–15. Januar 1995 | 4–5 Mio.       |
| Wie mich der Vater gesandt hat, so sende ich euch. (Joh 20,21 )                                                                  |                        |                     |                     |                |
| XII. Weltjugendtag | Paris                  | Frankreich          | 19.–24. August 1997 | 1,1–1,2 Mio.   |
| Meister, wo wohnst du? Kommt und seht! (Joh 1,38–39 )                                                                            |                        |                     |                     |                |
| XV. Weltjugendtag | Rom                    | Italien und Vatikan | 11.–20. August 2000 | 2,0–2,5 Mio.   |
| Und das Wort ist Fleisch geworden und hat unter uns gewohnt. (Joh 1,14 )                                                         |                        |                     |                     |                |
| XVII. Weltjugendtag | Toronto                | Kanada              | 23.–28. Juli 2002   | 0,4–0,8 Mio.   |
| Ihr seid das Salz der Erde. Ihr seid das Licht der Welt. (Mt 5,13–14 )                                                           |                        |                     |                     |                |
| XX. Weltjugendtag | Köln                   | Deutschland         | 11.–21. August 2005 | 1,2 Mio.       |
| Wir sind gekommen, um IHN anzubeten. (Mt 2,2 )                                                                                   |                        |                     |                     |                |
| XXIII. Weltjugendtag | Sydney                 | Australien          | 10.–20. Juli 2008   | 0,35–0,5 Mio.  |
| Ihr werdet die Kraft des Heiligen Geistes empfangen, der auf euch herabkommen wird; und ihr werdet meine Zeugen sein. (Apg 1,8 ) |                        |                     |                     |                |
| XXVI. Weltjugendtag | Madrid                 | Spanien             | 16.–21. August 2011 | 1,5–2,0 Mio.   |
| In ihm verwurzelt und auf ihn gegründet, fest im Glauben (Kol 2,7 )                                                              |                        |                     |                     |                |
| XXVIII. Weltjugendtag | Rio de Janeiro         | Brasilien           | 22.–28. Juli 2013   | 3,0–3,7 Mio.   |
| Geht hin und macht zu Jüngern alle Völker (Mt 28,19 )                                                                            |                        |                     |                     |                |
| XXXI. Weltjugendtag | Krakau                 | Polen               | 26.–31. Juli 2016   | 3,5 Mio.       |
| Selig die Barmherzigen; denn sie werden Erbarmen finden (Mt 5,7 )                                                                |                        |                     |                     |                |
| XXXIV. Weltjugendtag | Panama-Stadt           | Panama              | 22.–27. Januar 2019 | 0,7 Mio.       |
| Siehe, ich bin die Magd des Herrn; Mir geschehe, wie du gesagt hast (Lk 1,38 )                                                   |                        |                     |                     |                |
| XXXVII. Weltjugendtag | Lissabon               | Portugal            | 1.–6. August 2023   | 1,5 Mio.       |
| Maria stand auf und machte sich eilig auf den Weg. (Lk 1,39 )                                                                    |                        |                     |                     |                |
| XLI. Weltjugendtag | Seoul                  | Südkorea            | 3.–8. August 2027   |                |
| Habt Mut: Ich habe die Welt besiegt. (Joh 16,33 )                                                                                |                        |                     |                     |                |